# Брусеј ан Блоа
Брусеј ан Блоа (фр. Broussey-en-Blois) насеље је и општина у североисточној Француској у региону Лорена, у департману Меза која припада префектури Комерси.
По подацима из 2011. године у општини је живело 57 становника, а густина насељености је износила 5,16 становника/km². Општина се простире на површини од 11,04 km². Налази се на средњој надморској висини од 290 метара (максималној 416 m, а минималној 266 m).

## Демографија
| 1962. | 1968. | 1975. | 1982. | 1990. | 1999. | 2011. |
| ----- | ----- | ----- | ----- | ----- | ----- | ----- |
| 64    | 74    | 57    | 45    | 54    | 62    | 57    |

График промене броја становника у току последњих година